# Amphioplus lucyae
Amphioplus lucyae is een slangster uit de familie Amphiuridae.
De wetenschappelijke naam van de soort werd in 1971 gepubliceerd door Luiz Roberto Tommasi.